# Emmy Hennings
Emmy Hennings, nascuda Emma Maria Cordsen (Flensburg, 17 de gener de 1885 - Sorengo, 10 d'agost de 1948) va ser una novel·lista, poetessa, i performer alemanya cofundadora i membre original de Cabaret Voltaire, grup que va donar origen al moviment dadaista a Zúric.

## Vida i obra
Hennings va néixer a Flensburg en el sí d'una família de mariners. Va iniciar la seva carrera artística l'any 1906 en una companyia itinerant, cosa que li va permetre viatjar per tot Europa. També va ser una de les artistes del Cabaret Simplizissimus a Múnic on l'any 1913 va conèixer el que seria el seu futur marit, el també poeta Hugo Ball.
En aquella època Hennings ja era una poeta reconeguda, ja que els seus treballs havien aparegut en algunes publicacions d'esquerres com ara Pan and Die Aktion (Pa i acció). El 1913 també va publicar un breu recull de poesia titulat Äthergedichte. Més tard, Hennings va ser col·laboradora de la revista Revolution, fundada per Ball i Hans Leybold.
Hennings i Ball es van traslladar a Zuric l'any 1915 on van participar en la fundació del Cabaret Voltaire, fet que s'estableix com inici del començament del moviment dadaista. Hennings era una intèrpret habitual al Cabaret Voltaire i va participar en algunes estrenes destacables, així com en una peça escrita per Ball anomenada Krippenspiel.
Després de la dissolució del Cabaret Voltaire Hennings i Ball van realitzar una gira pròpia, sobretot en hotels. Hennings cantava, feia titelles i ballava la música composta per Ball. També recitava la seva pròpia poesia. El 1916 Ball i Hennings van crear Arabella, la seva pròpia companyia, on Hennings actuava amb el nom de Dagny.
Va morir l'any 1948 en una clínica de Sorengo, Suïssa.

## Llegat
A The Magic Bishop, Erdmute Wenzel White escriu que Hennings "va ser admirada pels expressionistes com l'encarnació de l'artista cabaret del seu temps […] L'estrella brillant del Voltaire, segons Zuricher Post, el seu paper en el dadaisme no ha estat reconegut adequadament.” (p. 11).
White també cita un poema de Johannes Becher que demostra que va ser musa d'altres artistes de l'època:
"Va ser a Múnic, al Café Stefanie,
On vaig recitar per vosaltres, Emmy, poemes
Que només m'atreveixo a dir-te,"